# Douarnenez

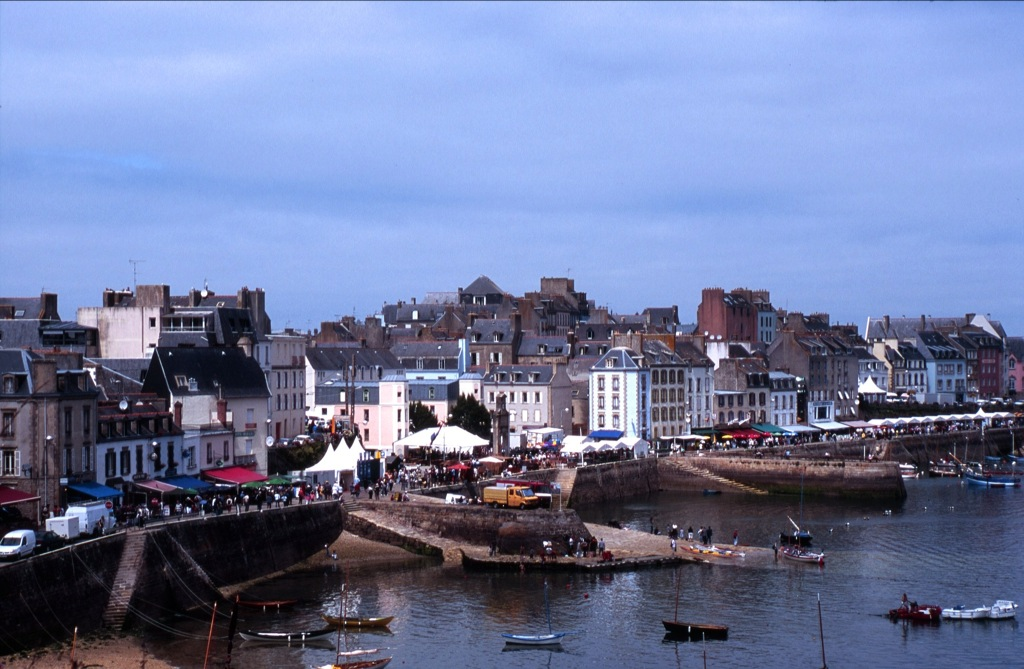
Douarnenez

Douarnenez – miejscowość i gmina we Francji, w regionie Bretania, w departamencie Finistère.
Według danych na rok 1990 gminę zamieszkiwało 16 457 osób, a gęstość zaludnienia wynosiła 660 osób/km² (wśród 1269 gmin Bretanii Douarnenez plasuje się na 14. miejscu pod względem liczby ludności, natomiast pod względem powierzchni na miejscu 376.).